# Gabriel Cânu
Gabriel Cânu (Bucarest, 18 gennaio 1981) è un ex calciatore rumeno, di ruolo attaccante.